# Friedrich Wilhelm Dommes
Friedrich Wilhelm Dommes (geboren 1. Oktober 1805 in Hannover; gestorben 3. Mai 1879 ebenda) war ein deutscher Mediziner, Königlich Hannoverscher Hofmedikus, Geburtshelfer und Medizinalrat.

## Leben
Dommes wurde zur Zeit der Personalunion zwischen Großbritannien und Hannover geboren und war eines von sieben Kindern des Juristen und Königlich Großbritannischen und Königlich Hannoverschen Geheimen Kanzleisekretärs Georg Wilhelm Dommes und der Henriette, geborene Schlemm.
Am 25. Oktober 1824 immatrikulierte er sich zum Studium der Medizin an der Georg-August-Universität in Göttingen.
Beim Tod seines Vaters 1845 war Dommes eines von vier ihren Vatern überlebenden direkten Nachkommen. Zu diesem Zeitpunkt wirkte er im Haus Georgstraße 19 als Königlich Hannoverscher Hofmedikus und Geburtshelfer.
In seinem Todesjahr 1879 war der königlich hannoversche Obermedizinalrat, ausgezeichnet mit den Guelphen-Orden Vierter Klasse sowie dem Königlich Preußischen Kronen-Orden 3. Klasse,  auch als Dr. med. und „Accoucheur“ im Hause Schiffgraben 33.
Dommes wurde in einem – erhaltenen – Familiengrab auf dem Stadtfriedhof Engesohde beigesetzt.